# Karl Klingler

Karl Klingler um 1900

Karl Klingler (* 7. Dezember 1879 in Straßburg, damals Deutsches Kaiserreich; † 18. März 1971 in München) war ein deutscher Geigenvirtuose, Konzertmeister,  Komponist, Musikpädagoge und Hochschullehrer.

## Leben
Karl Klingler war das fünfte von sechs Kindern des Straßburger Theaterorchester-Bratschisten Theodor Klingler, und der Marie Elisabeth Klingler, geborene Christian. Der Fünfjährige erlernte das Geigenspiel von seinem Vater und dann von dessen Kollegen am Straßburger Konservatorium, Heinrich Schuster. An der Berliner Staatlichen Hochschule für Musik studierte der Siebzehnjährige dann Geige bei Joseph Joachim und Kompositionslehre bei Max Bruch und Robert Kahn und gewann mit 19 Jahren den Mendelssohn-Staatspreis für Komposition.
1904 wurde er 2. Konzertmeister bei den Berliner Philharmonikern unter Arthur Nikisch. Zudem wurde er als Bratschist ins 1869 gegründete, berühmte Joachim-Quartett seines ehemaligen Lehrers aufgenommen, was ihm eine hohe Anerkennung bedeutete. Neben seiner Konzerttätigkeit komponierte er Lieder, Kammermusik und ein Violinkonzert in E-Dur, das er 1907 mit den Berliner Philharmonikern zur Aufführung brachte.
1910 erfolgt seine Ernennung zum Königlich Preußischen Professor für das Fach Geige an der Staatlichen Hochschule für Musik Berlin, wodurch er zum Nachfolger Joseph Joachims wurde. Es gelang ihm auch, eine Stradivari – die „De Barreau“ von 1714 – zu erwerben, die im Besitz Joachims gewesen war. 1911 erhielt seine Aufführung von Beethovens Tripelkonzert mit Arthur Williams und Artur Schnabel in der amerikanischen Musikzeitschrift The Musical Times and Singing-class Circular eine glühend bewundernde Kritik.

1. Klingler-Quartett 1905

Im Ersten Weltkrieg wurde er zunächst als Soldat, später jedoch auch als Musiker zur kulturellen Truppenbetreuung mit seinem neuformierten Streichquartett eingesetzt. Er gab Konzerte u. a. am britischen Königshof und im Vatikan, aber auch vor Arbeitern in Werkshallen. Noch während des Krieges heiratete er die vermögende, klavierspielende Margarethe von Gwinner, Tochter des Bankiers und Herrenhausmitgliedes Arthur von Gwinner. Mit ihr bekam er vier Kinder.
1920 suchte ihn ein junger Japaner namens Shinichi Suzuki auf und bat um Privatunterricht, den er dann acht Jahre lang bei ihm genoss: die ersten vier Jahre lang vor allem Konzerte und Sonaten, die nächsten vier Jahre Kammermusik. Die inzwischen weltweit verbreitete Suzuki-Methode wurde so von Karl Klingler mitbeeinflusst.
Während des Nationalsozialismus leistete Klingler 1936 Widerstand gegen den Bildersturm an seiner Hochschule, dem auch die Büste seines hoch verehrten – jüdischen – Lehrers Joseph Joachim zum Opfer fiel. Daraufhin verlor er seine Professur, bekam Auftrittsverbot in Deutschland und ging für einige Monate in die Schweiz. Nach seiner Rückkehr ging er in die innere Emigration und widmete sich dem Komponieren. Unter anderem entstand ein großes Werk für Chor, eine Solostimme und Klavier. Im Gedankenaustausch mit dem befreundeten Max Planck beschäftigte er sich auch mit bestimmten geometrischen Problemen.

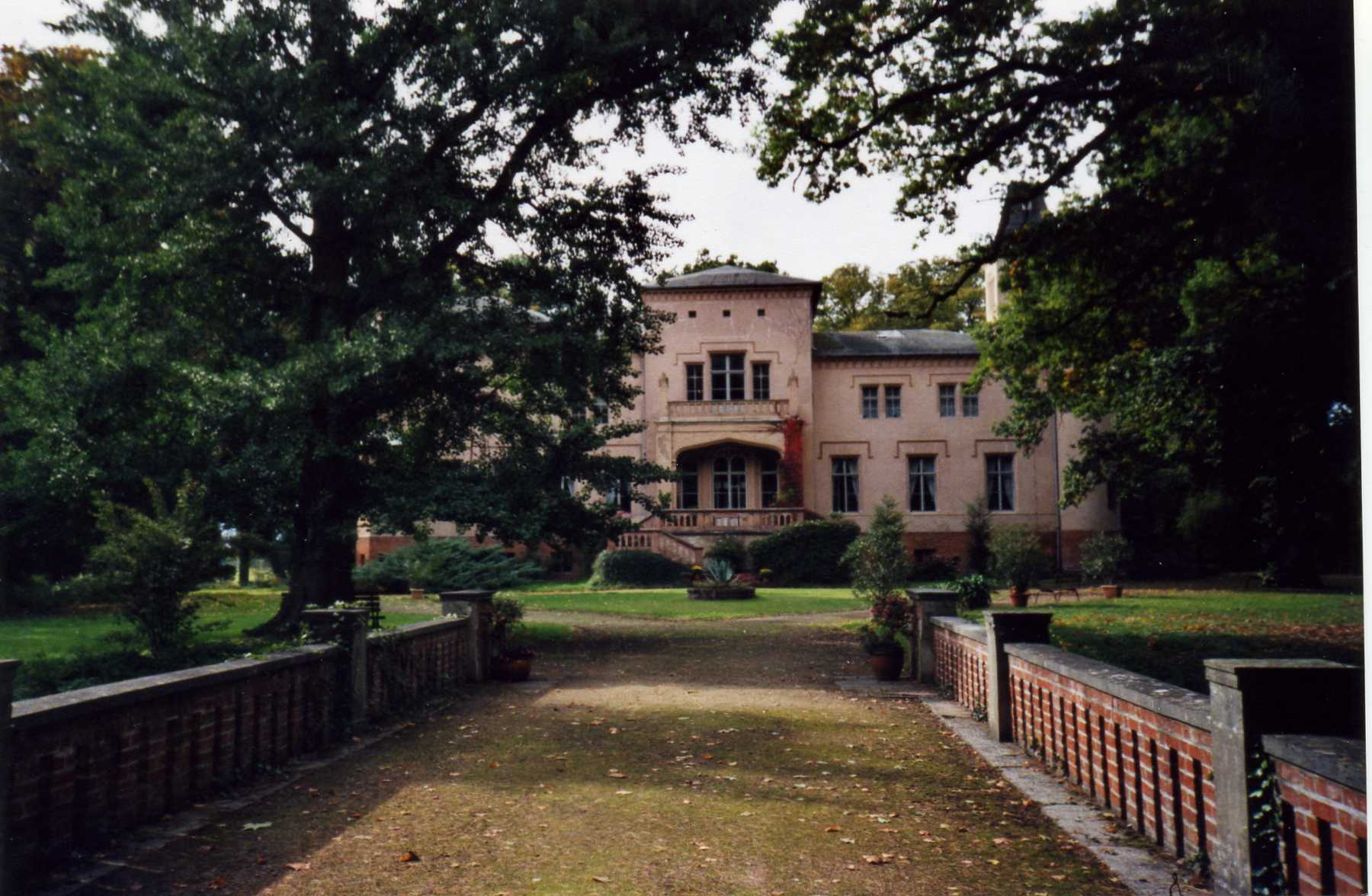
Schloss Krumke

Nachdem das Berliner Haus durch Bomben unbewohnbar geworden war, zog er mit seiner Familie auf das von seiner Frau geerbte und an ihn übertragene Rittergut Krumke in der Altmark. Der Vollstreckung eines bereits vorliegenden Haftbefehls der Nationalsozialisten entging er nur dadurch, dass amerikanische Truppen das Schloss bereits besetzt hatten. Es folgte die Übernahme des Rittergutes durch die Sowjetische Besatzungsmacht und Enteignung im Rahmen der DDR-Bodenreform. Die Familie zog nach Hannover und 1949 nach München. Dort arbeitete er schriftstellerisch über musikalische Themen wie die Rode-Capricen oder Bachs Solosonaten, schuf kleinere Kompositionen und Bearbeitungen und beschäftigte sich weiter mit Geometrie. Klingler war seit 1950 Mitglied der Zwanglosen Gesellschaft München. Bis kurz vor seinem Tod im 92. Lebensjahr musizierte er täglich: Sonaten mit seiner Gattin und Kammermusik mit seinen Kindern, Freunden und Bekannten.

## Das Klingler-Quartett
Das 1905 von Karl Klingler gegründete Klingler-Quartett bestand zunächst aus ihm selbst als Primgeiger, dem Russen Josef Rywkind als 2. Geiger, Klinglers älterem Bruder Fridolin als Bratschisten und Arthur Williams, einem Briten aus Wales, am Cello, der seinem Lehrer Robert Hausmann, welcher viele Jahre im Joachim-Quartett gespielt hatte, im Spiel bis ins kleinste Detail folgte und so zusammen mit Klingler die Fortsetzung der Musizier- und Klangtradition des Joachim-Quartetts gewährleistete. Wegen des Ersten Weltkriegs musste sich das Quartett, das aus Staatsbürgern bestand, deren Länder einander bekriegten, auflösen.
Später setzte Klingler die Tradition des Klingler-Quartetts mit Richard Heber als 2. Geiger fort. Cellist wurde zunächst Max Baldner, ab 1926 Francesco von Mendelssohn. Wie der Stil und Klang des einst als bestes Streichquartett der Welt gerühmten Joachim-Quartetts gewesen sein mag, lässt sich an den Aufnahmen, die Karl Klingler mit diesem Quartett gemacht hat, am besten nachvollziehen, denn er galt auch mit seinem Quartett als der legitime Nachfolger Joachims.
Auch in der Ära des Nationalsozialismus saß am Cello wieder ein „Nichtarier“: 1934 spielte das Klingler-Quartett mit dem jüdischen Cellisten Ernst Silberstein auf Einladung des Staatspräsidenten Paul von Hindenburg und in Anwesenheit Adolf Hitlers. 1936 weigerte sich Klingler, dem Druck der Nationalsozialisten nachzugeben und Silberstein gegen einen „arischen“ Cellisten auszutauschen. Silberstein emigrierte, und Klingler löste das inzwischen weltberühmt gewordene Quartett resigniert auf.
Der Neuanfang des Quartetts nach dem Krieg mit Agnes Ritter, Friedrich Hausmann und Otto Garvens konnte an die große Tradition nicht mehr anschließen; immerhin hatte Klingler ja inzwischen auch das Rentneralter erreicht.

## Karl-Klingler-Stiftung
1979 wurde zur Förderung von Streichquartetten sowie zur Förderung der musikalischen Früherziehung im Sinne Shinichi Suzukis die Karl-Klingler-Stiftung ins Leben gerufen.
Dabei haben auch Suzukis Grundsätze, dass alle Kinder 1. durch Frühbeginn, 2. durch eine bessere Methode und 3. durch einen besseren Lehrer das Violinspiel erlernen können, und weiters, dass der Dienst an der Menschheit die höchste Berufung darstelle und dass das höchste Ziel künstlerischen Strebens die Veredelung der Gesellschaft sein müsse, Eingang in die Stiftungsziele gefunden.
Bei den ersten Karl-Klingler-Wettbewerben für Streichquartett in Hannover wurden u. a. ausgezeichnet aus Deutschland das Cherubini-Quartett, das Stuttgarter und das Mannheimer Streichquartett, aus Großbritannien das Guadagnini und das Fairfield Quartett, aus Rumänien das Voces Quartett, und an das deutsche Auryn Quartett und das polnische Voces Academia-Quartett wurden Stipendien vergeben. Nach mehrjähriger Pause fand 1998 der Karl-Klingler-Wettbewerb erstmals an der Wirkungsstätte des Namensgebers, der jetzigen Hochschule für Musik „Hanns Eisler“ Berlin statt, und die ersten Preisträger dort waren das deutsche Kuss-Quartett und die beiden französischen Quatuors Johannes und Diotima.

## Werke (Auswahl)
- Violinkonzert in E-Dur (1907)
- Sonate d-Moll – Viola und Klavier
- Sonate a-Moll – Violoncello und Klavier
- Serenade in G-Dur, Op. 141a – Violine und Viola
- Klavierquintett Es-Dur
- Streichquartett f-Moll (1904, Ms.)
- Streichquartett fis-Moll
- Bühnenmusik zur Chinesischen Legende von Albrecht Haushofer (Privatdruck eines Klavierauszugs 1954)

Schriften:
- Über die Grundlagen des Violinspiels[16]
- Vom Rhythmus
- Vom musikalischen Einfall und seiner Darstellung

## Diskographie
- Violinkonzert E-Dur (Ulf Hoelscher, Symphonieorchester des Bayerischen Rundfunks, Volker Schmidt-Gertenbach), Sonate für Viola und Klavier d-Moll (Karl Klingler (Viola) und Michael Raucheisen (Piano)). MDG 1979 / MDG Archiv 2019.[17]